# Presse informatique

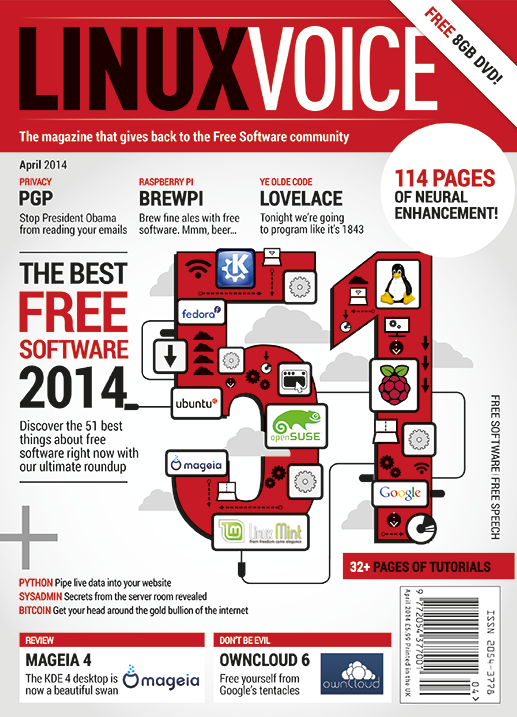
Couverture du magazine britannique Linux Voice en avril 2014.

La presse informatique est une catégorie de publications traitant de l'actualité de l'informatique.

## En France

### Émergence
La presse informatique apparaît sur le territoire français en 1966 avec l'hebdomadaire 01 Informatique qui va rapidement devenir un pilier de la presse professionnelle de ce secteur pendant près de quarante-cinq ans. Le même groupe de presse (le Groupe Tests, devenu le Groupe 01) lance en 1978 L'Ordinateur individuel un magazine destiné à un public plus large et occupera les rayons des kiosques pendant trente-cinq ans.
De nouveaux titres apparaissent à la fin des années 1970 et durant les années 1980. En septembre 1978 paraît Micro-Systèmes, publié par la Société parisienne d'édition. Il cessera sa parution en mai 1993 après cent quarante et un numéros. Dès 1981 Le Monde informatique informe chaque semaine les professionnels. À partir de 1983 le grand public va plébisciter le mensuel Science & Vie Micro (SVM) qui va se décliner en version Macintosh avec SVM Mac en 1989. D'autres titres vont se trouver une place comme PC Magazine qui sera fusionné plus tard avec Micro-Pratique du même groupe (Éditions Larivière).

### Expansion
Univers Mac apparaît en 1991, PC Expert en 1992 suivi par Windows News l'année suivante et PC Team deux ans plus tard.
À la fin des années 90 plusieurs titres paraissent sur le thème de Linux et des logiciels libres : Freelog, Planète Linux, GNU/Linux Magazine France, Login:, Linux Pratique.
Alors que le marché commence à saturer quelques titres vont réussir à fidéliser leurs lecteurs comme Programmez! en 1998, Àvosmac en 1999, MISC en 2001, L'Informaticien en 2002 puis iCreate et Vous et votre mac en 2004.

### Mutation
En 2005, Login: et PC Team cessent leur parution. En 2007 ce sont Univers Mac et Le Monde informatique qui disparaissent des kiosques (mais Le Monde Informatique reste sur le web). À partir de 2010 les plus anciens magazines vont disparaître les uns après les autres : PC Expert et SVM en 2010, SVM Mac en 2011. En 2013 L'Ordinateur individuel et Micro hebdo (apparu en 1998) sont remplacés par 01net (bimensuel) qui se présente comme un magazine grand public sur les nouvelles technologies, avant de changer de propriétaire, tout comme 01 Informatique qui devient IT for Business l'année suivante.
Selon LeMonde.fr « La presse informatique, florissante dans les années 1990, est aujourd'hui quasiment inexistante. Selon les chiffres de l'OJD, cette famille de presse a vu sa diffusion chuter de 33,53 % en 2012. »
De nouveaux titres sont apparus, centrés sur les smartphones, les tablettes et le système Android.

## Aux États-Unis
(octobre 2013).
- Dr. Dobb's Journal
- Byte (1975-1998)
- PC Magazine (1982-2009)
- Wired